# Marea nocturna
Marea nocturna (título original en inglés: Night Tide) es una película estadounidense de 1961 dirigida y escrita por Curtis Harrington y protagonizada por Dennis Hopper en su primer papel protagónico. Linda Lawson, Marjorie Cameron y Gavin Muir interpretaron papeles de reparto.

## Sinopsis
Johnny Drake, un marinero que se encuentra de permiso en Santa Mónica, conoce a una joven llamada Mora en un club de jazz local. Mora le cuenta que se gana la vida en el muelle apareciendo como sirena en una atracción de feria. Drake empieza a sentir atracción por ella, pero pronto se da cuenta de que sus dos anteriores novios murieron ahogados en misteriosas circunstancias.

## Reparto
- Dennis Hopper es Johnny Drake
- Linda Lawson es Mora
- Gavin Muir es Samuel Murdock
- Luana Anders es Ellen Sands
- Marjorie Eaton es Madame Romanovitch
- Marjorie Cameron es la bruja de agua
- H.E. West es el teniente Henderson
- Ben Roseman es Bruno